# Předčtenářská gramotnost
Předčtenářská gramotnost (označovaná také jako čtenářská pregramotnost nebo počáteční čtenářská gramotnost) je součást období dítěte před vstupem na základní školu. Jedná se o soubor dovedností, které jsou důležité pro čtení a psaní a jsou potřeba pro čtenářskou gramotnost. U dětí v široké době před nástupem do školy se rozvíjí dovednosti a vědomosti a trénuje se soustředěnost a paměť, které bude při čtení potřebovat. Předčtenářská gramotnost předchází čtenářské gramotnosti. Pokud se nebude předčtenářská gramotnost dostatečně rozvíjet, je velmi pravděpodobné, že jedinec bude mít problém při následné výuce čtení na základní škole.

## Způsoby rozvoje předčtenářské gramotnosti
Dovednosti, které předcházejí čtení a psaní je dobré rozvíjet pomocí her a motivace. Dospělí by měli dětem číst, vyprávět a snažit se s nimi co nejvíce povídat. Pro dítě jsou příjemné a přínosné společné rodinné aktivity. Dítě se u nich nestresuje, podporují jeho radost ze čtení a také motivaci pro budoucí čtení. Pokud se tyto aktivity budou s dětmi praktikovat, je to pro dítě nápomocné v budoucí výuce. Děti by si měly už v předškolním věku vytvořit pozitivní vztah k poznávacím činnostem. Z toho důvodu je také důležité, aby všechny aktivity byly plánované podle vývojových specifik dětí. Na děti by neměly být přehnané nároky.
Předpokladem úspěchu je vhodné čtenářské prostředí. Takové prostředí by mělo dětem dovolit se setkat se psanou i čtenou podobou jazyka přirozeným, nenásilným a aktivním způsobem. Zájem o knihu je možné rozvíjet především čtením v rodinách, budováním dětských knihovniček v mateřských školách a vhodnými hrami.

### Předčítání
Předčtenářská gramotnost zahrnuje kromě dovednosti čtení také dovednost umět aktivně poslouchat a vyjadřovat se. Z toho důvodu je předčítání jednou z nejúčinnějších metod, kterou se rozvíjí počáteční čtenářská gramotnost. Díky tomu, že děti berou předčítání jako příjemný zážitek s dospělým, tak se nenásilnou formou učí principům čtení. S tím souvisí důležitá věc, a tou je radost ze čtení, která napomáhá při výuce čtení.

### Práce s příběhem
Příběhy jsou neodmyslitelnou součástí dětského světa. Z toho důvodu je práce s příběhem další velice účinná metoda, jak dětem přiblížit knihu a rozvíjet u nich předčtenářskou gramotnost. Dnes ve 21. století se děti často dostávají do kontaktu s příběhem v digitální podobě. Předávání příběhu čtenou a vyprávěnou podobou je ale pro dítě přínosnější, protože má možnost používat svoji vlastní představivost a fantazii. Dítě si při poslechu procvičuje schopnost soustředit se a udržet pozornost, což je důležitá schopnost pro budoucí čtení.

### Projekty podporující čtení
Projekty na podporu čtení se snaží veřejnost přesvědčit, že pravidelné čtení rozvíjí osobnost každého z nás a přináší pozitivní a emotivní zážitky. Nejznámější projekty na podporu čtenářské gramotnosti jsou například: Celé Česko čte dětem, Noc s Andersenem, LiStOVáNí nebo Rosteme s knihou.

## Faktory ovlivňující rozvoj předčtenářské gramotnosti

### Vnitřní faktory
Mezi vnitřní faktory se řadí genetické predispozice, intelektové schopnosti, motivace, charakter, čtenářské strategie nebo zájem dítěte.

### Vnější faktory
Mezi vnější faktory se řadí školní prostředí a rodinné prostředí. Prostředí, ve kterém dítě vyrůstá, na něj má obrovský dopad. Proto by měla jít rodina a mateřská škola dítěti dobrým příkladem.

#### Vliv rodinného prostředí
Rodinné prostředí je místo, kde dítě vyrůstá, a které mu buduje základní čtenářské návyky v předčtenářském období. Členy rodiny je možné považovat za první učitele v životě dítěte. Dítě potřebuje ke svému rozvoji vědět, že se může na rodinu vždy spolehnout, potřebuje přístup plný lásky, pozitiv a pohody.
Nesmírně důležitá je spolupráce rodiny s mateřskou školou. Mateřská škola by měla rodiče informovat o tom, jak jejich dítě pracuje, jak zvládá jednotlivé aktivity a co je potřeba s dítětem doma procvičovat. Učitelky v mateřské škole nemají častokrát dostatek času na to, aby se dostatečně věnovaly potřebám každého dítěte. Proto je zapotřebí pro kvalitní rozvoj dítěte, dostatečná spolupráce mateřské školy a rodiny.

#### Vliv školního prostředí
Podle RVP PV, je úkolem mateřské školy rozvíjet u dětí dovednosti, které souvisejí se čtením. S rozvojem předčtenářské gramotnosti úzce souvisí i rozvoj smyslů, orientace v prostoru a čase, hrubá a jemná motorika, komunikační schopnosti, myšlení, kresba, představivost nebo i fantazie. To vše by se učitelky v mateřské škole měly snažit u dětí rozvíjet. Mateřská škola by měla dětem zajistit čtenářsky podnětné prostředí s kladným vztahem ke knihám a k četbě. Mateřská škola by také měla pro dobrý rozvoj předčtenářské gramotnosti zařídit ve třídách knihovničku, ke které budou mít děti volný přístup, zařídit psací koutky, kde bude vše potřebné na psaní a děti tam budou mít klid, pravidelně navštěvovat divadla a divadelní představení, navštěvovat knihkupectví a knihovnu nebo zpestřit čtení pohádky před spaním jinou osobou.